# Beowulf et la Colère des dieux
Pour les articles homonymes, voir Grendel (homonymie).
Pour plus de détails, voir Fiche technique et Distribution.
Beowulf et la Colère des dieux (Grendel) est un téléfilm américain réalisé par Nick Lyon, sorti en 2007. Le téléfilm a été produit par la chaîne Syfy en tant que film original pour la diffusion sur le réseau de télévision par câble Syfy, et a commencé à être diffusé le 13 janvier 2007. En 2010, il a été publié en DVD par la société sœur Universal Pictures.

## Synopsis
Beowulf, héros de nombreuses aventures, est invité par des villageois à tuer un monstre vivant à proximité. Avec son protégé Finn, il part à la recherche du monstre et le localise finalement dans une grotte, dans laquelle il entre seul. Le monstre s’avère être un serpent gigantesque, que Beowulf décapite. Plus tard, Beowulf, Finn, son oncle le roi Higlack et quelques hommes partent sur son navire vers le Danemark pour aider les Danois à lutter contre le monstre Grendel.
À bord, Beowulf raconte l’histoire du roi Hrothgar, qui est devenu roi des Danois et a fondé une ville capable de rivaliser avec Rome. Un jour, un monstre ressemblant à une wyverne, Hag, apparut et terrorisa son royaume. En conséquence, la reine Wealhtheow est devenue folle et l’un de leurs deux fils a été tué en combattant le Hag. La famille royale a dû quitter la ville et s’installer dans l’un des villages. Juste avant que le monstre ailé ne meure, elle a donné naissance à Grendel.
Sur le navire, Beowulf reçoit du roi Higlack une arbalète spéciale, avec laquelle il pense pouvoir tuer Grendel. Quand ils atteignent la plage, Beowulf et quelques dizaines de guerriers descendent à terre. Finn les rejoint, après que Beowulf ait juré au roi que rien ne lui arriverait. Dans la forêt bordant la côte, ils sont accueillis par le prince Unferth, qui a déjà surveillé leur arrivée avec le capitaine Wulfgar. Il se moque des guerriers, mais leur permet ensuite de rencontrer le roi, bien que désarmés. Le roi Hrothgar accueille Beowulf comme un vieil ami et est très heureux de son offre d’aide. Ils se déplacent dans la ville abandonnée pour se régaler, car le bruit attirait Grendel dans le passé.
Lors de la fête, Ingrid, membre de la famille royale, commence à flirter avec Finn. Les deux s’embrassent sous le regard du jaloux Unferth, qui a aussi des sentiments pour Ingrid. Très ivre, Unferth provoque Finn puis Beowulf, qu’il interroge sur des histoires moins glorieuses et le ridiculise. Le roi Hrothgar est profondément déçu par son fils et lui ordonne de mettre fin à son comportement stupide. Unferth est assommé par Beowulf d’un seul coup, après l’avoir défié à un combat à l’épée. Grendel apparaît dans la cour et attaque les gardes. Beowulf et ses hommes attaquent le monstre mais Beowulf le rate plusieurs fois avec les carreaux explosifs de l’arbalète. Finalement, le monstre s’échappe après avoir provoqué un bain de sang.
Le lendemain, Beowulf discute à nouveau avec la famille royale. Alors qu’Unferth le blâme pour la tragédie, Beowulf fait admettre au roi qu’il avait réussi à garder Grendel calme ces dernières années grâce à des sacrifices d’enfants, comme son prédécesseur l’avait fait avec Hag : c’est pourquoi il n’y a plus d’enfants sur l’île. Beowulf décide alors de chercher Grendel par lui-même, et ordonne à Wulfgar de bombarder la forêt avec des barils enflammés, afin d’attirer Grendel. Alors que le reste du groupe reste derrière et est pris en embuscade par Grendel, Beowulf est capable de lui tirer un carreau dans la tête puis de lui percer le cœur. Comme preuve de sa mort, il emporte le bras de Grendel avec lui.
Le roi Hrothgar est ravi du résultat et récompense généreusement les héros. Alors que Beowulf et son peuple se dirigent vers le navire pour rentrer chez eux, il devient clair que la mère de Grendel, Hag, n’a jamais été morte et veut maintenant venger son fils. Elle kidnappe Ingrid, incitant la famille royale à rappeler Beowulf. Cependant, Unferth et Finn partent en chasse séparément. Ingrid parvient à se libérer, mais marche maintenant sans but dans la forêt. Unferth la protège de Hag, mais le paie de sa vie. En mourant, il lui avoue son amour et lui demande de dire à ses parents qu’il est désolé pour la mort de son frère et qu’il demande pardon.
Quand Hag revient pour capturer Ingrid à nouveau, Finn s’interpose entre eux et parvient à blesser le monstre, mais il est enlevé par Hag. Maintenant, Beowulf, Wulfgar et le couple royal arrivent sur place et Beowulf décide de chasser Hag seul. Le roi Hrothgar lui recommande alors d’utiliser l’épée qu’il trouvera à l’entrée de la grotte de Hag. Dans les environs de la grotte, il trouve en effet l’épée et un peu plus tard Finn grièvement blessé. Maintenant, Hag tend une embuscade à Beowulf, dont les tentatives pour frapper le monstre volant échouent lamentablement, et le jette contre un rocher. Juste avant que Hag ne puisse donner le coup fatal à Beowulf, Finn lui tire dans le dos avec l’arbalète. Hag se tourne alors vers Finn mais Beowulf saisit l’occasion et la décapite avec l’épée. Il porte Finn, gravement blessé, jusqu’au village, et apporte la tête de Hag au roi comme preuve de sa victoire.
Au générique de fin, Beowulf est montré sur un navire, en route pour de nouvelles aventures. Finn et Ingrid restent ensemble et ont un enfant. Après la mort de Grendel et Hag, la paix est revenue.

## Distribution
- Chris Bruno : Beowulf
- Ben Cross : le roi Hrothgar
- Marina Sirtis : la reine Wealhtheow
- Chuck Hittinger : Finn
- Michael J. Minor : Unferth
- Alexis Peters : Ingrid
- Atanas Srebrev (de) : Wulfgar
- Andreï Slabakov : Eclaf
- Harry Anichkin : le roi Higlack
- Maxim Genchev : Olf
- Raicho Vasilev : Sigmund
- Ivo Simeonov : McGowin
- Ruslan Kupenov : Rafel
- Assen Blatechki : Renn
- Todor Tchapkanov : la sentinelle
- Vlado Mihailov : le capitaine
- George Zlatarev : le déserteur

## Réception critique
Nickolas Haydock, dans l’essai « Making Sacrifices » de la collection Beowulf on Film, a qualifié le film de « très dérivé » et « regrettable ».
Sur Rotten Tomatoes, le film a une mauvaise note de seulement 27 % avec plus de 100 critiques. Dans l’Internet Movie Database, le film a une note de 3,5 étoiles sur 10,0 avec près de 1 000 votes exprimés.